# Schenkbelasting (Nederland)
Schenkbelasting (tot 1 januari 2010 "schenkingsrecht" genoemd), is een belasting die wordt geheven over de waarde van alles wat krachtens schenking wordt verkregen van iemand die ten tijde van de schenking in Nederland woonde. De schenkbelasting wordt geregeld in de Successiewet. In deze wet wordt tevens de erfbelasting geregeld.

## Heffingsgrondslag
De heffingsgrondslag voor de schenkbelasting bestaat uit hetgeen door de verkrijger wordt verkregen, na aftrek van lasten en verplichtingen waardoor de schenker of een derde wordt gebaat. Als een ouder bijvoorbeeld zijn huis schenkt aan een van zijn kinderen, maar tegelijkertijd bepaalt dat hij het recht heeft om in dat huis te blijven wonen dan is niet de volledige waarde van het huis geschonken, maar de waarde van het huis belast met het recht van gebruik en bewoning, een lagere waarde (het recht van gebruik en bewoning heeft een waardedrukkend effect).

## Tarief
Hoeveel schenkbelasting een verkrijger is verschuldigd hangt af van:
1. de mate van verwantschap tussen de schenker en verkrijger: hoe verder de verwantschap, des te meer schenkbelasting verschuldigd is
2. de hoogte van de verkrijging (progressief tarief)
3. eventuele vrijstellingen

De gedurende een kalenderjaar door dezelfde schenker aan dezelfde verkrijger gedane schenkingen worden samengeteld. Bovendien worden schenkingen door ouders aan een kind gedaan samengeteld.
Het tarief (geregeld in artikel 24) is gelijk aan dat van de erfbelasting, maar de vrijstellingen zijn anders.

## Vrijstellingen
Ouders mogen hun kinderen jaarlijks € 5.677 (2022) per kind belastingvrij schenken. Tussen de leeftijd van 18 en 40 jaar mogen ouders per kind eenmalig gebruikmaken van de verhoogde vrijstelling met een bedrag van € 27.231 (2022). Gebruikt het kind de schenking voor de aankoop of verbouwing van een eigen huis, de aflossing van een eigenwoningschuld dan bedraagt de vrijstelling € 106.671 (de schenkingsvrijstelling voor de eigen woning, kortweg vrijstelling EW of jubelton; 2022). Voor het betalen van een dure studie of opleiding bedraagt de vrijstelling € 56.724 (2022). Als gebruikgemaakt wordt van de eenmalig verhoogde vrijstelling voor de financiering van een dure studie, dan moet deze schenking worden vastgelegd in een notariële akte. Sinds 2012 geldt deze verplichting, met terugwerkende kracht vanaf 1 januari 2010, niet meer voor de eenmalig verhoogde vrijstelling voor de eigen woning.
Voor alle andere verkrijgers geldt een jaarlijkse vrijstelling van € 2.274 (2022) per schenker. De vrijstellingen zijn dus (op onderstaande tijdelijke uitzondering na) veel beperkter dan bij de erfbelasting. Er is bijvoorbeeld geen hogere vrijstelling voor ouders en kleinkinderen.
Een algemeen nut beogende instelling (ANBI), een sociaal belang behartigende instelling (SBBI) en een Steunstichting SBBI zijn vrijgesteld van schenkbelasting over de giften die ze ontvangen. Ook de uitkeringen die een ANBI doet in het algemene belang zijn vrijgesteld van schenkbelasting. Daarnaast is de schenking vrijgesteld van schenkbelasting indien hierover ook inkomstenbelasting verschuldigd is of indien de schenking is gedaan aan iemand die niet is staat is zijn schulden te betalen of die schenking gedaan wordt zodat deze persoon zijn schulden kan betalen.
Op verzoek van de Tweede Kamer zijn de vrijgestelde bedragen in 2021 met € 1.000 extra verhoogd. De bedragen werden € 6.604 (kinderen) en € 3.244 (anderen). In 2022 is deze verhoging weer ongedaan gemaakt. 
Voor 2023 zijn de vrijgestelde bedragen € 6.035 (kinderen) en € 2.418 (anderen).
Voor 2024 zijn de vrijgestelde bedragen € 6.633 (kinderen) en € 2.658 (anderen).
Voor 2025 zijn de vrijgestelde bedragen € 6.713 (kinderen) en € 2.690 (anderen).

## Aangifte
Indien een bedrag wordt geschonken wat gelijk is of kleiner dan de jaarlijkse vrijstellingen van € 5.677 en € 2.274, dan hoeft daarvoor geen aangifte te worden gedaan. Als het bedrag hoger is dan de vrijstelling, dan moet dat wel.
Verder moet altijd aangifte gedaan worden als men gebruik wil maken van de eenmalig verhoogde vrijstellingen van € 27.231, € 56.724 of € 106.671. In de aangifte moet dan beroep op die vrijstelling gedaan worden.
De aangifte moet worden gedaan binnen twee maanden na het einde van het kalenderjaar waarin de schenking is verricht.
Wijziging van het huwelijksgoederenregime van huwelijksvoorwaarden in een algehele gemeenschap van goederen geldt niet als schenking.

## Overlijden van de schenker
Bij overlijden van de schenker binnen 180 dagen na de schenking wordt de ontvanger geacht het geschonkene krachtens erfrecht te hebben verkregen. Er is wel schenkbelasting verschuldigd, maar de schenkbelasting kan worden verrekend met de erfbelasting over dit geschonkene. Dit geldt niet voor de verhoogd vrijgestelde schenking tot € 106.671.

## Jubelton
De regering wilde de jubelton afschaffen met ingang van 2024, maar de Tweede Kamer heeft gevraagd naar de mogelijkheid dit een jaar te vervroegen. De regering heeft hierop geantwoord dat de softwarewijziging met ingang van 2024 tijdig gereed kan zijn, maar niet met ingang van 2023. Voor belastingjaar 2023 gaat de Belastingdienst namelijk uit van de wetgeving zoals die op 1 maart 2022 in het Staatsblad staat. Daarmee is ook geborgd dat de Belastingdienst tijdig de specificaties kan aanleveren bij externe partijen die software voor de schenkbelasting aanbieden. Een bedrag kan wel gemakkelijk in de software gewijzigd worden omdat dit een aanpassing is van een parameter, en niet een structuurwijziging, maar het maximale bedrag van de schenking eenvoudig wijzigen in € 0 of bijvoorbeeld € 1 geeft, mede door de samenhang met andere vrijstellingen, onlogische resultaten en verwarring. Het bedrag van de vrijstelling kan met het oog hierop wel voor het jaar 2023 verlaagd worden, maar moet dan minstens het bedrag zijn van de eenmalige verhoogde vrijstelling tussen ouders en kinderen: € 28.947. De wet Belastingplan 2023 bevat dan ook verlaging tot het genoemde bedrag met ingang van 2023, en afschaffing van de regeling met ingang van 2024.

## Geschiedenis
Met ingang van 1 januari 2010 zijn de tarieven aanmerkelijk vereenvoudigd.